# Форт Пек (језеро)
Форт Пек (енгл. Fort Peck Lake) је вештачко језеро у Сједињеним Америчким Државама. Налази се на територији америчке савезне државе Монтана. Површина језера износи 1.018 km².